# Гибли
Гибли је врста ветра који дува у северној Африци. То је веома јак, врео и сув сахарски ветар. Највише дува у областима Либије и Туниса.